# Samsung Galaxy A21s
Samsung Galaxy A21s — смартфон, розроблений Samsung Electronics, що входить до серії Galaxy A. Був анонсований 15 травня 2020 року. Ключові покращення в порівнянні з попередньою моделлю Samsung Galaxy A21: чипсет Exynos 850 та вдосконалена камера.

## Дизайн
Екран виконаний зі скла, а рамка та задня панель — з пластику.
Знизу знаходяться роз'єм USB-C, динамік, мікрофон та 3.5 мм аудіороз'єм. Зверху розташований другий мікрофон. З лівого боку розташований залежно від версії слот під 2 SIM-картки і карту пам'яті формату microSD до 512 ГБ або 1 SIM-картку і карту пам'яті формату microSD до 512 ГБ. З правого боку знаходяться кнопки регулювання гучності та кнопка блокування. Сканер відбитків пальців розташований на задній панелі.
В Україні Samsung Glalaxy A21s продавався в 3 кольорах: чорному, синьому, та білому. Також смартфон існує в червоному кольорі.

## Технічні характеристики

### Апаратне забезпечення

#### Платформа
Смартфон отримав процесор Sasmung Exynos 850 та графічний процесор Mali-G52.

#### Акумулятор
Акумуляторна батарея отримала об'єм 5000 мА·год та підтримку швидкої зарядки на 15 Вт.

#### Камера
Смартфон отримав основну квадрокамеру 48 Мп, f/2.0 (ширококутний) з фазовим автофокусом + 8 Мп, f/2.2 (надширококутний) + 2 Мп, f/2.4 (макро) + 2 Мп, f/2.4 (сенсор глибини). Фронтальна камера отримала роздільність 13 Мп та світлосилу f/2.2 (ширококутний). Основна та фронтальна камери вміють записувати відео в роздільній здатності 1080p@30fps.

#### Екран
Екран PLS TFT, 6.4", HD+ (1600 × 720) зі щільністю пікселів 270 ppi, співвідношенням сторін 20:9 та круглим вирізом під фронтальну камеру, що знаходиться у верхньому лівому кутку.

#### Пам'ять
Смартфон продається в комплектаціях 2/32, 3/32, 4/64, 6/64 та 6/128 ГБ. В Україні офіційно продавалася лише версія на 3/32 ГБ.

### Програмне забезпечення
Смартфон був випущений на One UI 2.1 на базі Android 10 і був оновлений до One UI 4.1 на базі Android 12.